# Another Day at the Office
Another Day at the Office – DVD, holenderskiego producenta muzycznego – DJ-a Tiesto, wydane w roku 2003. Wideo zawiera m.in. występy na żywo, biografię DJ-a, wywiady (raport z koncertu z Atlanty, wywiady zza scen itp.), dyskografie, oraz wideoklipy takich utworów jak np.: Flight 643 oraz Lethal Industry.

## Lista utworów

### Wideoklipy
| 1. | Flight 643      |  |
|    |                 |  |
| 2. | Lethal Industry |  |
|    |                 |  |

### Biografie
| 1. | D.J. Tiësto – Star |  |
|    |                    |  |

### Dyskografie
| 1. | D.J. Tiësto – Star |  |
|    |                    |  |

### Wywiady
| 1. | D.J. Tiësto – Star |  |
|    |                    |  |